# 3010.
3010. je prvo desetletje v 22. stoletju med letoma 3011 in 3020. 